# Ekenäs
Ekenäs (in finlandese Tammisaari) è stata una città finlandese di 14 565 abitanti, situata nella regione dell'Uusimaa. La città era bilingue, con un 81% di lingua svedese e 17% di lingua finlandese. Nota per il suo arcipelago, parte del quale costituisce un parco nazionale, la città è confluita nel 2009 nel nuovo comune di Raseborg.